# 東門明
東門 明（とうもん あきら、1952年 - 1972年7月14日）は、アマチュア野球選手（内野手）。

## 来歴・人物
茅ヶ崎市立松浪中学校から武相高等学校に進み、投手として甲子園を目指すも、1970年（昭和45年）夏の甲子園神奈川県予選準々決勝で、甲子園出場の東海大相模に敗れる（東海大相模は同夏の甲子園大会で全国制覇を果たす）。同期には菅野光夫、1学年下に根建忍と金島正彦がいた。

1971年（昭和46年）、一般入試で早稲田大学教育学部に進学、早稲田大学野球部に所属する。高校の卒業文集には「我が青春に悔いはなし。」と書き記した。打力を生かすために内野手に転向し、2年春に三塁のレギュラーを確保、背番号9を得、リーグ戦での活躍（35打数14安打、打率.400（リーグ6位）1本塁打）により、第1回日米大学野球選手権大会日本代表に選出される。
1972年（昭和47年）7月9日、明治神宮野球場で行なわれた同大会第2戦で、7回に代打で登場、三遊間へのヒットで出塁する。1死後、藤波行雄（中央大学、後に中日ドラゴンズ入り）の二塁ゴロの際、米国代表の遊撃手アラン・バニスターの併殺狙いの送球を頭部に受けて倒れ、退場する。その時点では意識もあったが、その後嘔吐の症状を示したことから慶應義塾大学病院に搬送される。右側頭骨骨折による頭蓋内出血および脳挫傷と診断され、5日後の7月14日11時35分、19歳で死去した。大会終了後の7月20日に早稲田大学の大隈講堂で「お別れの会」が開かれ、両チームの関係者などが参列した。日本代表選手として出席した山口高志（当時関西大学野球部）によると、バニスターは東門の両親の前で長く頭を下げていたという。
代表メンバーとして着用していた背番号13は、日米大学野球選手権日本代表の永久欠番とされ、早稲田大学野球部でも、東門の背番号9を永久欠番とした。
パンチ佐藤はプロ入り時に高校の先輩である東門に敬意を表して早稲田時代に付けていた背番号「9」を望んでいた。しかし、当時の主力選手だった本西厚博が付けていた為に断念している。
その代わりに4と5を足すと9になる背番号「45」を選んだ。